# Heinrich Wilhelm Stieglitz
Heinrich Wilhelm August Stieglitz (* 22. Februar 1801 in Arolsen, Hessen; † 23. August 1849 in Venedig) war ein deutscher Philologe und Lyriker.

## Leben
Heinrich Wilhelm Stieglitz wurde als Sohn des vermögenden jüdischen, 1819 getauften Kaufmanns Jakob Stieglitz geboren. Er war ein Neffe des Hannoveraner Arztes Johann Stieglitz und des St. Petersburger Bankiers Ludwig von Stieglitz.
Nach der Taufe 1814 und dem Besuch des Gymnasiums in Gotha 1817 besuchte Stieglitz ab dem Frühjahr 1820 die Universität Göttingen. Der Genuss eines ungebundenen Studiums wurde in der Folge durch Vermögensverluste seines Vaters eingeschränkt, die ihn zwangen, seiner Ausbildung ein Ziel zu geben. Dieses fand er durch seinen Lehrer Friedrich Bouterwek, der sein Interesse für die alten Sprachen weckte. Während seines Studiums wurde er 1821 Mitglied der Burschenschaft Pideritia Göttingen und 1822 der Alten Göttinger Burschenschaft.
Die Veröffentlichung eines patriotischen Gedichtes, das den Drucker 50 Taler Strafe wegen Zensurvergehens kostete, brachte den Behörden in Erinnerung, dass Stieglitz als 16-jähriger Gymnasiast dem Wartburgfest zugesehen hatte. Sie nahmen dies sowie Stieglitz’ an sich harmlose Dichtung zum Anlass, den aufmüpfigen Göttinger Burschenschaftern ein Exempel zu statuieren und erteilte ihm im April 1822 das Consilium abeundi.
Stieglitz setzte seine Studien bei Gottfried Hermann und Friedrich August Wilhelm Spohn in Leipzig fort, wo er im Oktober desselben Jahres auch seine spätere Frau Charlotte Willhöfft (1806–1834) und deren Familie kennenlernte. Von Ostern 1824 an studierte er in Berlin und wurde von August Boeckh und Friedrich von Raumer, vor allem aber von Georg Wilhelm Friedrich Hegel als seinen Lehrern beeinflusst. 1826 wurde er summa cum laude promoviert.
Ostern 1827 wurde Stieglitz Hilfslehrer am Joachimsthaler Gymnasium. Spätestens seit 1826 schon als „Collaborator“ für die Königliche Bibliothek tätig, erhielt er 1828 auch dort eine feste Anstellung und konnte so auch 1828 Charlotte Willhöfft heiraten. Im September 1830 gab Stieglitz die Anstellung als Hilfslehrer auf, um sich mehr seinen Dichtungen widmen zu können. An der Bibliothek avancierte er in relativ kurzer Zeit zum 1. Kustos.
Die anfangs glückliche Ehe von Heinrich und Charlotte wurde zunehmend von einer chronischen Krankheit getrübt, die mit einer akuten Erkrankung beider im Herbst 1826 ihren Anfang genommen hatte. Wiederholte Kuren von Charlotte Stieglitz, ein längerer Urlaub in St. Petersburg und eine Kur im Bad Kissingen konnten nichts daran ändern, dass die Krankheit Charlotte Stieglitz’ fortschritt, während das Leiden von Heinrich Stieglitz bald eine physisch und psychisch lebensbedrohliche Form annahm. In der Hoffnung, ihn „durch einen furchtbaren Schmerz, einen ungeheuren Schreck“ aus seiner zunehmenden „Verdumpfung des Geistes“ befreien zu können, nahm Charlotte Stieglitz sich am 29. Dezember 1834 das Leben.
Nach dem Tod seiner Frau lebte Stieglitz, fortan finanziell unterstützt von den Bankiers Ludwig und Alexander von Stieglitz, noch zwei Jahre lang in Berlin, von 1836 bis 1838 in München und anschließend in Venedig, von wo aus er mehrere weitläufige Reisen durch Norditalien, Istrien, Dalmatien und Montenegro unternahm. Aus seiner Stellung als preußischer Staatsbeamter an der Königlichen Bibliothek war er im Dezember 1835 auf seinen eigenen, seit dem September 1834 mehrfach geäußerten Wunsch hin entlassen worden.
1848/1849 beteiligte Stieglitz sich als Angehöriger der guardia civica (der Bürgerwehr) aktiv an der Erhebung der Venezianer gegen die österreichische Besatzung. Er starb noch während der Blockade von Venedig an der Cholera und wurde 1850 an der Seite seiner Frau auf dem Friedhof II der Sophienkirchgemeinde in Berlin beerdigt. Beide Gräber sind nicht erhalten geblieben.

## Würdigung
Nach den Griechenliedern (1823), den Stimmen der Zeit (1832) und zahlreichen Gedichten in Zeitungen und Almanachen waren es vor allem die Bilder des Orients (4 Bde. 1831–1834), die den kurzlebigen Ruhm des Dichters begründeten. Was er danach schuf, reichte nicht mehr an sie heran. Sie vereinigen mehrere zyklisch angelegte Dichtungen sowie Dramen zu einem Panorama, das den gesamten Orient von Arabien bis China umfasst.
Rund 130 Gedichte von Stieglitz wurden von zahlreichen Komponisten des 19. Jahrhunderts vertont, darunter Fanny Hensel, Felix Mendelssohn, Carl Loewe, Heinrich Marschner, Conradin Kreutzer, Carl Gottlieb Reissiger, Ludwig Berger, Adolph Bernhard Marx und Bernhard Klein. Nachweisbar waren bislang knapp 300 Lieder.
Das Spätwerk des nach wie vor kränkelnden und zudem schwer traumatisierten Mannes beschränkt sich hauptsächlich auf zwei Gedichtbände, Reiseberichte, eine Übersetzung, eine Biographie und vereinzelte Gedichte. Stieglitz trug auch das Material zusammen, das später zur Grundlage der Biographie des Malers Johann Christian Reinhart wurde. Daneben arbeitete er als Auslandskorrespondent der Augsburger Allgemeinen Zeitung. Zuletzt war er Mitarbeiter der von seinem Freund Niccolò Tommaseo unmittelbar nach Revolutionsbeginn 1848 gegründeten Zeitung La fratellanza dei Popoli („Die Bruderschaft der Völker“).
Heinrich Stieglitz’ groß angelegtes und bereits angekündigtes Versepos Venedigs Auf- und Untergang gilt als verschollen.

## Werke (nach Autopsie)
- Gedichte. Herausgegeben zum Besten der Griechen von Heinrich Stieglitz und Ernst Große. In Commission bei J. G. Mittler, Leipzig 1823.
- De M. Pacuvii Duloreste. Scripsit Henricus Stieglitz Phil. Dr. Lipsiae Apud Carolum Cnobloch MDCCCXXVI. (Dissertation.)
- Anonym: Stimmen der Zeit. Lieder eines Deutschen. F. A. Brockhaus, Leipzig 1832.
- Bilder des Orients von Heinrich Stieglitz. 4 Bände. C. Cnobloch. Leipzig 1831–1833.
- Stimmen der Zeit in Liedern von Heinrich Stieglitz. Zweite, veränderte und vermehrte Auflage. F. A. Brockhaus, Leipzig 1834.
- Dionysosfest. Lyrische Tragödie von Heinrich Stieglitz. Verlag von Veit, Berlin 1836.
- Mozarts Gedächtnißfeier. Gedicht von Heinrich Stieglitz. (Zum Vortheil des Mozart-Denkmals in Salzburg.) Franz, München 1837.
- Gruß an Berlin. Ein Zukunfttraum von Heinrich Stieglitz. F. A. Brockhaus, Leipzig 1838.
- Bergesgrüße aus dem Salzburger, Tiroler und Bayrischen Gebirge von Heinrich Stieglitz. Ernst August Fleischmann, München, 1839.
- Ein Besuch auf Montenegro. Von Heinrich Stieglitz. J. G. Cotta’scher Verlag,  Stuttgart/Tübingen 1841. (Reisen und Länderbeschreibungen der älteren und neuesten Zeit [...] Einundzwanzigste Lieferung [...] Druck und Verlag der J. G. Cotta’schen Buchhandlung 1841.)
- Istrien und Dalmatien. Briefe und Erinnerungen von Heinrich Stieglitz. Verlag der J. G. Cotta’schen Buchhandlung,  Stuttgart/Tübingen 1845.
- Die Litterarische Bildung der Jugend aus dem Italienischen des Dr. Paride Zajotti mit einem Lebensabriß und Auszügen aus des Verfassers früheren Schriften von Heinrich Stieglitz. In Commission bei H. F. Favarger, Triest 1845.
- Die Sibylle in Cervaro. Von Heinrich Stieglitz. Rom, im Frühling 1847. Zum Besten des Cervarofonds. In Commission bei Hermann Fr. Münster, 1847.
- Erinnerungen an Rom und den Kirchenstaat im ersten Jahre seiner Verjüngung. F. A. Brockhaus, Leipzig 1848.
- Deutschland, Oesterreich, Italien. Ein Zuruf an das deutsche Parlament. Nebst einem Anhang. [...] Buchdruckerei von Zecchini, Venedig Mai 1848.
- Briefe von Heinrich Stieglitz an seine Braut Charlotte, in einer Auswahl aus dem Nachlasse des Dichters, herausgegeben von Louis Curtze. F. A. Brockhaus,  Leipzig 1859.
- Erinnerungen an Charlotte. Von Heinrich Stieglitz. Aus Tagebuchblättern und sonstigen Handschriften des Verstorbenen ausgewählt und herausgegeben von Louis Curtze. N. G. Elwert’sche Universitäts-Buchhandlung, Marburg 1863.
- Kurzer Briefwechsel zwischen Friedrich Jacobs und Heinrich Stieglitz. Herausgegeben von Ludwig Curtze. Dyk’sche Buchhandlung, Leipzig 1863.
- Heinrich Stieglitz. Eine Selbstbiographie. Vollendet und mit Anmerkungen herausgegeben von L. Curtze. Friedrich Andreas Perthes, Gotha 1865. (Digitalisat)

## Nachbemerkung
Die biographische Darstellung widerspricht fast Allem, was seit 1835 über Heinrich Stieglitz geschrieben wurde. Sie beruht auf einem über vierjährigen Quellenstudium, dessen Resultate 2018 und 2019 unter dem Titel Heinrich Stieglitz, ein Denkmal (2 Bde.) erschienen sind. Eine erste, in engem Zusammenhang damit stehende Veröffentlichung lag mit der Schrift: Beiläufiges zur Wahrnehmung Chinas in der Literatur des Biedermeier vor. (Vgl. Abschnitt „Literatur“.)